# Cittadella Hockey
Il Cittadella Hockey, noto come Cittadella, è una società italiana di hockey in-line con sede a Cittadella in provincia di Padova. I suoi colori sociali sono il granata, bianco e il blu ed è stato costituito nel 2000.
Nel suo palmarès annovera 1 titolo nazionale, la Supercoppa italiana del 2015.

## Storia

### Le origini e gli anni duemila

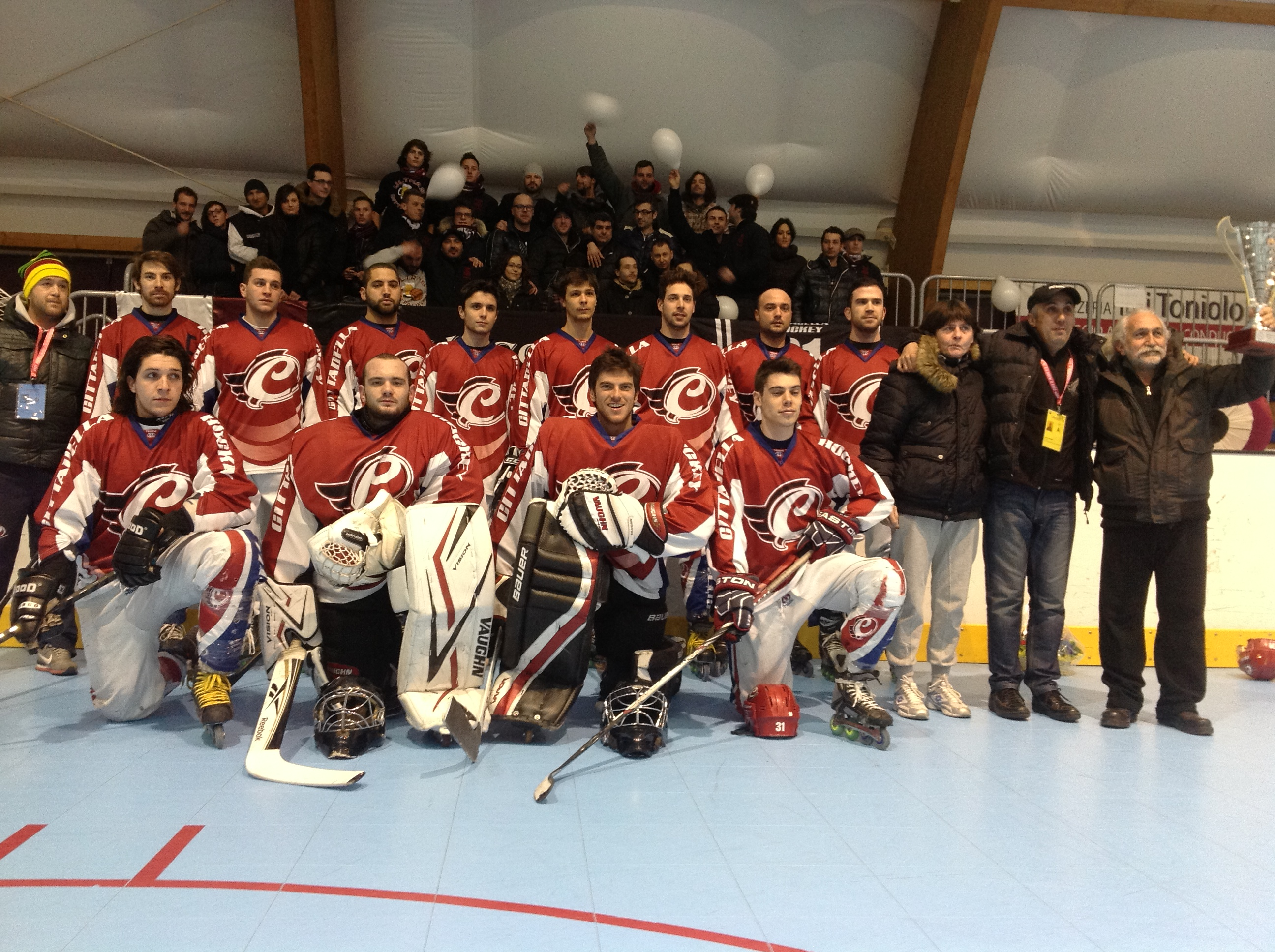
Una formazione della stagione 2012-2013

L'Hockey Pattinaggio Cittadella inizia l'attività sportiva nel 1995 in associazione al Bassano hockey e nasce come associazione dilettantistica nel 2000. Dopo alcuni anni, più per passione e divertimento che per agonismo, si iscrive al campionato federale di hockey in-line. Trascorsi anni nei campionati cadetti, la squadra conquista prima la promozione in serie A2 e successivamente in serie A1 giocando, per mancata struttura propria comunale, nei palazzetti adibiti all'hockey delle città più vicine. Dalla stagione 2008-09, il comune di Cittadella inaugura l'impianto adibito all'hockey in line e al pattinaggio, il "PalaHockey". La società lo gestisce completamente, usandolo come impianto per gli allenamenti e per le partite casalinghe dei propri atleti. 

### Gli anni duemiladieci
Durante la stagione 2012-13, la squadra si è piazzata al quinto posto in campionato e ha ottenuto il secondo posto in Coppa Italia perdendo la finale contro il Quanta Milano per 8 a 6. L'anno successivo, sempre contro Quanta Milano, perde la Supercoppa italiana per 3 a 1. Sarà l'anno della consacrazione ad alti livelli. La squadra termina il campionato al quarto posto e accede per la prima volta nella sua storia alla disputa degli spareggi per lo scudetto. Al termine della stagione, Kelly Spain, attaccante americano della squadra, si laurea Stecca d'Oro come miglior realizzatore del torneo nazionale. La semifinale playoff ha visto il Cittadella opporsi nuovamente al Quanta Milano, il quale vince la serie di gare per 3 a 0. L'anno successivo, stagione 2014-2015, i granata partecipano ai playoff scudetto uscendo, questa volta, contro il Verona. Raggiungono per la seconda volta la finale di Coppa Italia e perdono per 5-1 contro Milano sul neutro di Riccione. La stagione 2015-2016 si apre con il primo storico trofeo. Con una partita praticamente perfetta, gli uomini di coach Pierobon strappano la supercoppa italiana dalle mani di Milano vincendo gara secca per 8-5 sulla pista del Quanta di Milano.

## Cronistoria
| Cronistoria del Cittadella Hockey |
| --- |
| - 2000 · Fondazione dell'A.S.D. Cittadella Hockey. - 2000-2001 · Serie B. - 2001-2002 · Serie B. - 2002-2003 · Serie B. Promosso in Serie A2. - 2003-2004 · Serie A2. Promosso in Serie A1. Fase a gironi di Coppa Italia. - 2004-2005 · ? in Serie A1. Prima fase a gironi di Coppa Italia. - 2005-2006 · 6º nel girone B in Serie A1. Seconda fase a gironi di Coppa Italia. - 2006-2007 · 7º nel girone B in Serie A1. Retrocesso in Serie A2. Seconda fase a gironi di Coppa Italia. - 2007-2008 · Serie A2. - 2008-2009 · Serie A2. - 2009-2010 · Serie A2. Promosso in Serie A1. - 2010-2011 · 10º in Serie A1. Ottavi di finale di Coppa Italia. - 2011-2012 · 7º in Serie A1. Seconda fase a gironi di Coppa Italia. - 2012-2013 · 5º in Serie A1. Finale di Coppa Italia. - 2013-2014 · 4º in Serie A1, semifinale dei play-off scudetto. Semifinale di Coppa Italia. Finale di Supercoppa italiana. - 2014-2015 · 2º in Serie A1, semifinale dei play-off scudetto. Finale di Coppa Italia. - 2015-2016 · 3º in Serie A1, finale dei play-off scudetto. Semifinale di Coppa Italia. Finale di Coppa FIPH. Vince la Supercoppa italiana (1º titolo). - 2016-2017 · 3º in Serie A, finale dei play-off scudetto. Finale di Coppa Italia. Semifinale di Coppa FIPH. - 2017-2018 · 2º in Serie A, semifinale dei play-off scudetto. Finale di Coppa Italia. Finale di Coppa FIPH. Finale di Supercoppa italiana. - 2018-2019 · 8º in Serie A, quarti di finale dei play-off scudetto. Superfinal di Coppa Italia. Semifinale di Coppa FIPH. Finale di Supercoppa italiana. Seconda fase a gironi di Eurolega. - 2019-2020 · 8º in Serie A . Quarto turno di Coppa Italia . Prima fase di Coppa FIPH . - 2020-2021 · 9º in Serie A, 4º al Play-off Round. Quarto turno di Coppa Italia. - 2021-2022 · 9º in Serie A, 4º al Play-off Round. Ottavi di finale di Coppa Italia. - 2022-2023 · 4º in Serie A, 4º al Master Round, quarti di finale dei play-off scudetto. Semifinale di Coppa Italia. |

## Palmarès

### Competizioni nazionali
- Supercoppa italiana: 1

2015

## Statistiche

### Partecipazione ai campionati
| Livello | Categoria | Partecipazioni | Debutto   | Ultima stagione | Totale |
| ------- | --------- | -------------- | --------- | --------------- | ------ |
| 1º      | Serie A1  | 9              | 2004-2005 | 2015-2016       | 16     |
| 1º      | Serie A   | 7              | 2016-2017 | 2022-2023       | 16     |
| 2º      | Serie A2  | 4              | 2003-2004 | 2009-2010       | 4      |
| 3º      | Serie B   | 3              | 2000-2001 | 2002-2003       | 3      |

### Partecipazioni alle coppe nazionali
| Competizione        | Partecipazioni | Debutto   | Ultima stagione |
| ------------------- | -------------- | --------- | --------------- |
| Coppa Italia        | 17             | 2003-2004 | 2022-2023       |
| Coppa FIPH/FIRS     | 5              | 2015-2016 | 2019-2020       |
| Supercoppa italiana | 4              | 2013      | 2018            |

### Partecipazioni alle coppe internazionali
| Competizione | Partecipazioni | Debutto | Ultima stagione |
| ------------ | -------------- | ------- | --------------- |
| Eurolega     | 1              | 2019    | 2019            |